# Сансай

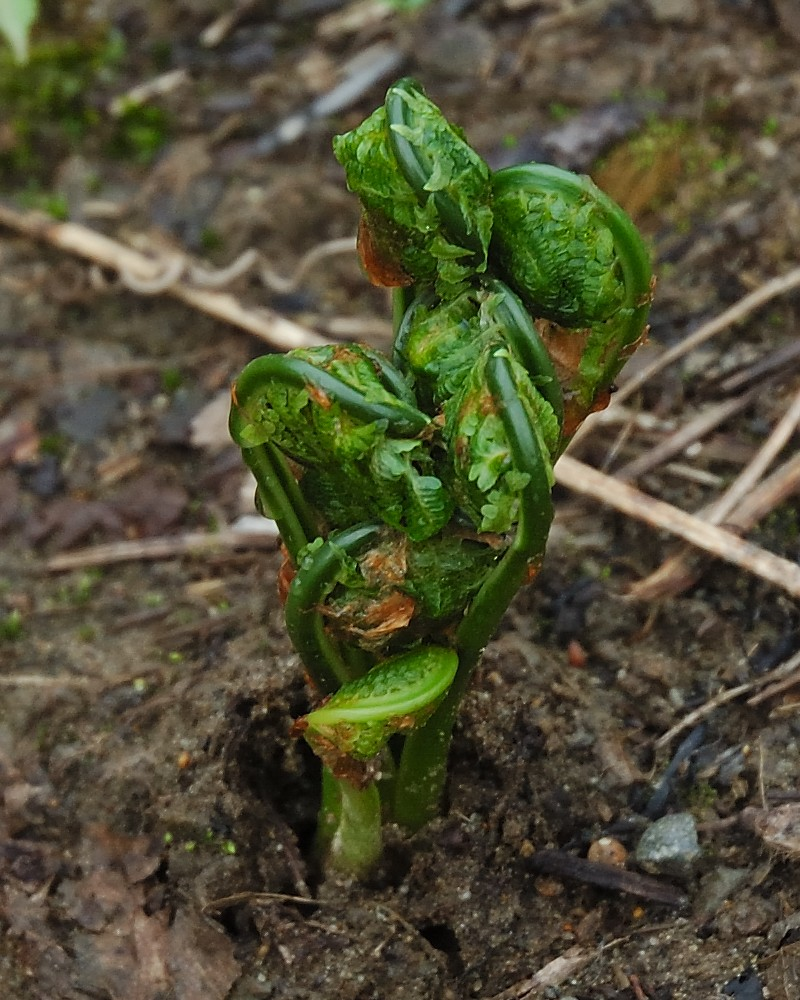
Когоми

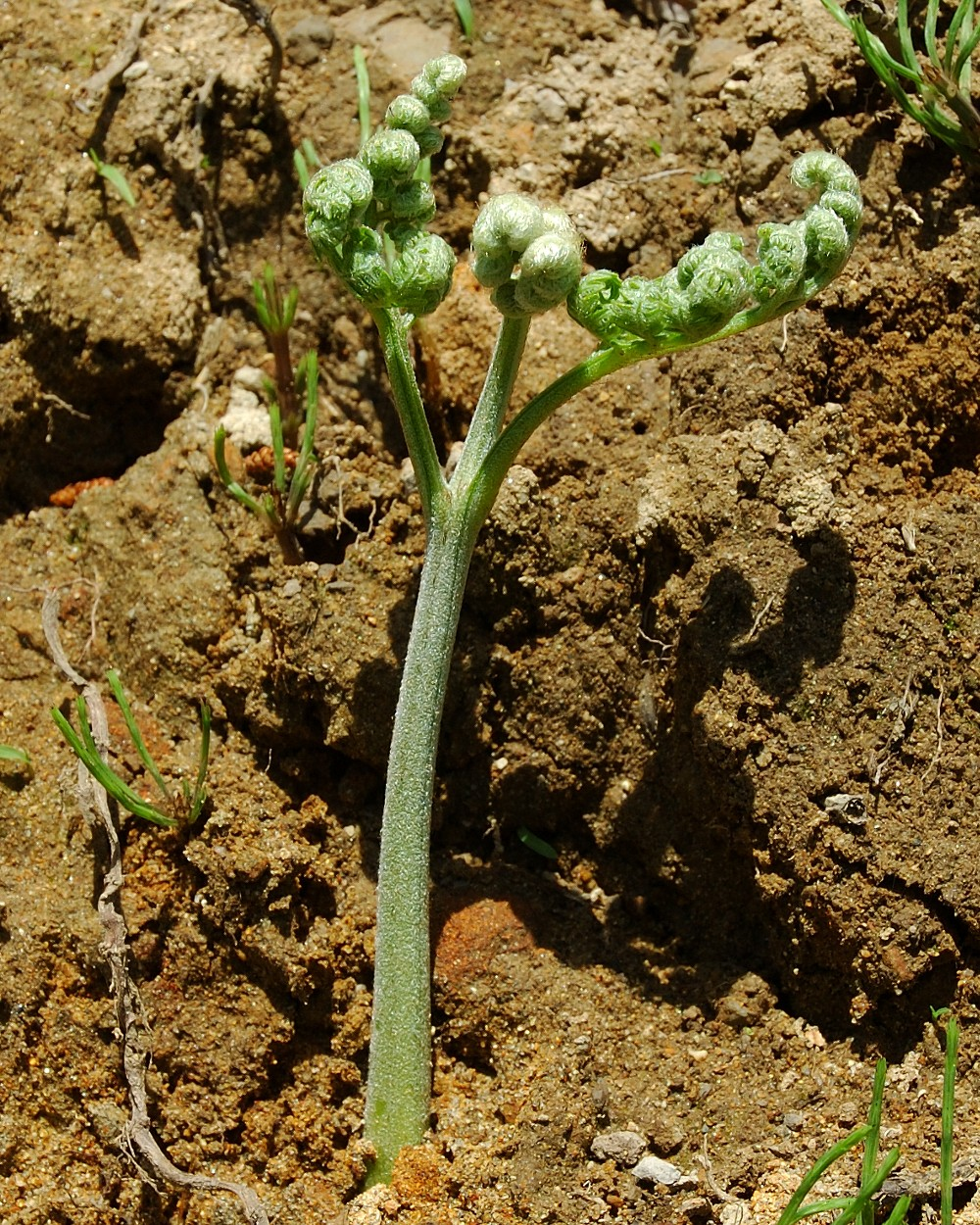
Вараби

Сансай (яп. 山菜) — японский термин, который буквально переводится как «горные овощи» и указывает на съедобные растения, которые росли в естественной дикой среде, а не культивируемые человеком. В русском языке ему есть аналогичное слово: дикоросы. В Японии некоторые дикорастущие растения настолько популярны, что их культивируют. В основном это рахисы съедобных папоротников: дзэннмаи (осмунда японская), когоми (страусник обыкновенный) и вараби (орляк обыкновенный).
Сансай часто используются в качестве ингредиентов в Сёдзин рёри, или буддийской вегетарианской кухни.

## Список растений
- вараби (орляк обыкновенный) — в пищу используют рахисы
- фуки (белокопытник японский) — едят молодые соцветия и листья
- хана-икада (Хельвингия японская)
- ногеси (осот огородный) — молодые листья
- сарунаси (актинидия острая) — едят плоды
- удо (аралия сердцевидная) — используются молотые стебли и корни
- кишимацаза (саза курильская) — молодые бамбуковые побеги
- зенмаи (осмунда японская) — едят папоротниковые рахисы, более ценны, чем когоми и вараби
- когоми (страусник обыкновенный) — едят рахисы